# Число торта

У математиці число торта, позначуване Cn, — це максимальне число областей, на яку можна поділити тримірний куб кількістю n площин. Число торта називається саме так, тому що можна уявити, що площини — це розрізи, виконані ножем у торті, що має форму куба.
Значення Cn для зростаючих n ≥ 0 даються рядом 1, 2, 4, 8, 15, 26, 42, 64, 93, …
Число торта є тримірним аналогом двомірних центральних багатокутних чисел. Послідовність, утворена різницею між двома послідовно розташованими числами торта, є послідовністю центральних багатокутних чисел.

## Загальна формула
Якщо n! позначає факторіал, і ми позначимо біномінальні коефіцієнти як
{\displaystyle {n \choose k}={\frac {n!}{k!\,(n-k)!}},}
приймаючи, що n площин ділять куб, то число торта таке:
{\displaystyle C_{n}={n \choose 3}+{n \choose 2}+{n \choose 1}+{n \choose 0}={\frac {1}{6}}(n^{3}+5n+6).}